# Fresenius

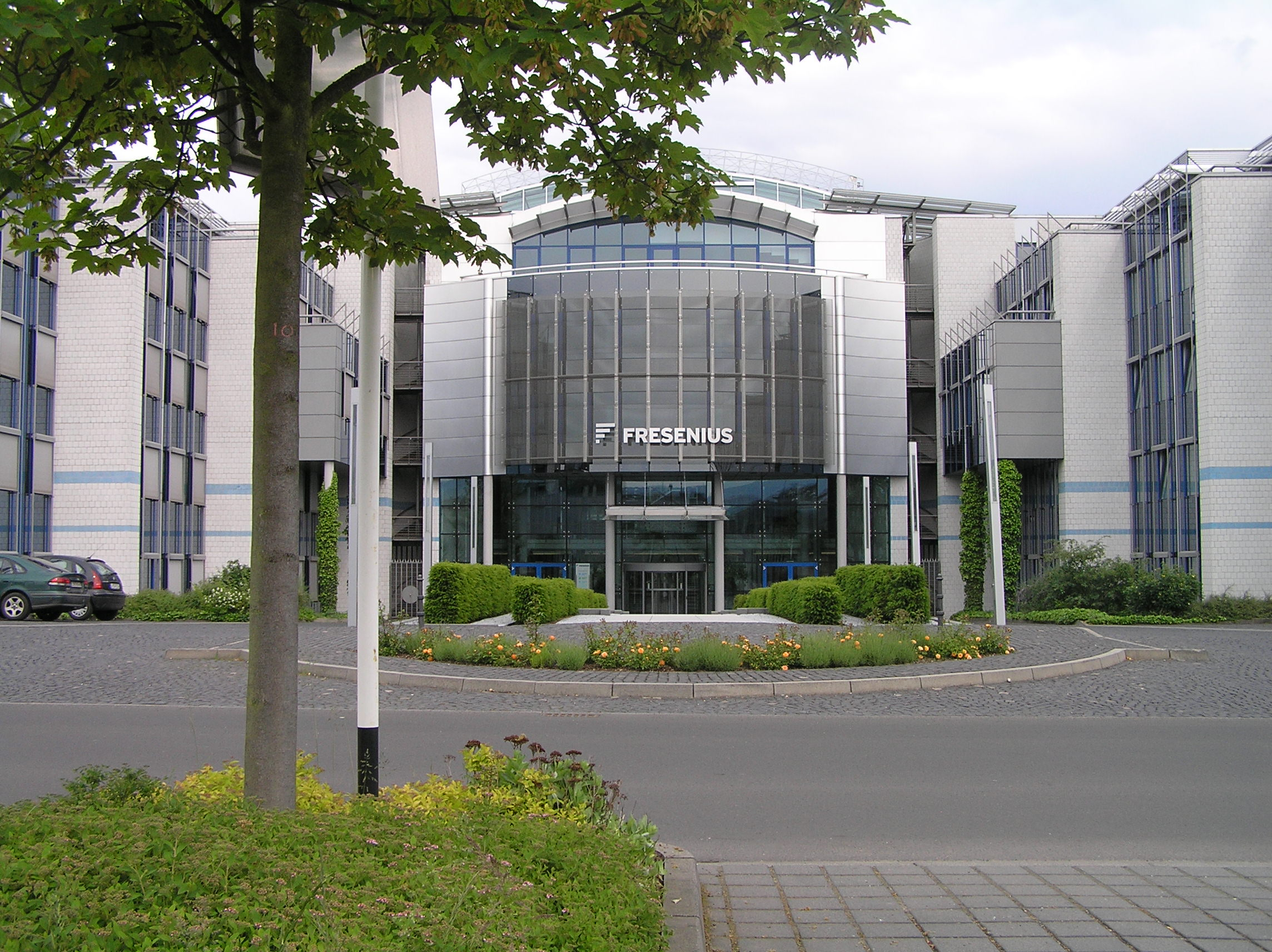
Siedziba główna Fresenius w Bad Homburgu (2009)

Fresenius SE & Co. KGaA – niemiecka spółka z branży opieki zdrowotnej z siedzibą w Bad Homburg vor der Höhe. Dostarcza produkty i usługi dla dializ, w szpitalach oraz w stacjonarnej i ambulatoryjnej opiece medycznej. Zajmuje się zarządzaniem szpitalami oraz inżynierią i usługami dla centrów medycznych i innych placówek służby zdrowia. Spółka notowana jest na frankfurckiej giełdzie papierów wartościowych.
Firma zajmuje 245. miejsce w rankingu Forbesa, Forbes Global 2000.

## Historia
Przedsiębiorstwo zostało założone w 1912 roku we Frankfurcie nad Menem przez przedsiębiorcę i farmaceutę, doktora Eduarda Freseniusa (1874-1946) i funkcjonowało pod nazwą „Przedsiębiorstwo chemiczno-farmaceutyczne Dr. Eduarda Freseniusa” Spółka komandytowa (niem. Dr. Eduard Fresenius chemisch-pharmazeutische Industrie KG). W XIX wieku rodzina Freseniusów przejęła praktykę farmaceutyczną rodziny Hirschów, której historia sięgała roku 1462.
W roku 1933 produkcja sprzętu medycznego została oddzielona od reszty przedsiębiorstwa, które nadal zajmowało się działalnością w branży farmaceutycznej. Nowe przedsiębiorstwo przeniesiono następnie do pobliskiego miasta Bad Homburg, gdzie siedziba znajduje się do dzisiaj.
Po niespodziewanej śmierci Eduarda Freseniusa, władzę w spółce przejęła jego adoptowana córka, Else Kröner (1925-1988). Choć Kröner miała wówczas jedynie dwadzieścia jeden lat, okres najszybszego rozwoju przedsiębiorstwa przypadł na czas jej kierownictwa. Przewodniczyła władzom Freseniusa do 1981, kiedy to spółka zmieniła formę prawną na spółkę akcyjną. W 1983 założyła Fundację Else Kröner-Fresenius (niem. Else Kröner-Fresenius-Stiftung), której misją jest wspieranie badań klinicznych i innowacji w medycynie.
W latach 2007–2011 przedsiębiorstwo dwukrotnie zmieniało swój status prawny. 16 lipca 2007 została zakończona transformacja z AG na SE. 28 stycznia 2011 przedsiębiorstwo stało się KGaA, w której SE jest komplementariuszem (SE & Co. KGaA).
Właścicielami akcji są: w 58,17% zarząd oraz Kröner GmbH i Else Kröner-Fresenius-Stiftung, 9,74% akcji posiada Allianz Life Insurance Ltd., a 32,09% to akcjonariat rozproszony.

## Fresenius w Polsce
W Polsce Fresenius obecny jest od początku lat 90. XX wieku. W 1998 działalność rozpoczęła spółka Fresenius Medical Care Polska S.A. (FMC Polska), zaś w 1994 Fresenius NephroCare Polska Sp. z o.o., która jest częścią międzynarodowego koncernu Fresenius Medical Care. FMC Polska i Fresenius NephroCare Polska mają swoje siedziby w Poznaniu. Od 1998 działalność w Polsce prowadzi również Fresenius Kabi Polska Sp. z o.o. z siedzibą w Warszawie.
Od 2015 we Wrocławiu funkcjonują dwa centra usług wspólnych (ang. Shared Services Centers), Fresenius Kabi Business Services Sp. z o.o. oraz Fresenius Medical Care SSC Sp. z o.o. W 2021 zarejestrowano Fresenius Netcare Polska Sp. z o.o. z siedzibą we Wrocławiu, które odpowiedzialne jest za stworzenie Centrum Usług Informatycznych dla Grupy Fresenius.
W sierpniu 2021, Fresenius NephroCare Polska rozszerzył swoją działalność o wielospecjalistyczną ambulatoryjną opiekę medyczną.